# Jordan Holsgrove
Jordan William Holsgrove (Edimburgo, Escocia, 10 de septiembre de 1999) es un futbolista escocés. Juega como centrocampista y su equipo es el G. D. Estoril Praia de la Primeira Liga.

## Trayectoria

### Reading Football Club
Nacido en la capital escocesa mientras su padre, Paul Holsgrove, también futbolista, jugaba para el Hibernian F. C., firmó el 13 de febrero de 2017 su primer contrato profesional con el Reading Football Club de Inglaterra, equipo donde había empezado su carrera como juvenil. El 26 de febrero de 2019, siendo un habitual del equipo sub-23, firmó un nuevo contrato con el club hasta 2021.
El 27 de agosto de 2019, después de haber realizado la pretemporada con el primer equipo, salió cedido al C. D. Atlético Baleares de la Segunda División B de España por un año. Debutó el 1 de septiembre de ese mismo año, entrando como sustituto de Marc Rovirola en una victoria por 1 a 0 frente a la U. D. Las Palmas Atlético en el minuto 68 de partido.
Anotó su primer gol el 3 de noviembre de 2019 en un partido frente al Real Oviedo "B" que remataría en una victoria del conjunto balear por 3 a 1. Regresó al equipo inglés en julio de 2020, a pesar de la insistencia del Baleares por extender su contrato de cesión hasta los playoffs, ya que la temporada se había retrasado por culpa de la pandemia por COVID-19.

### Celta de Vigo
El 10 de septiembre de 2020 firmó un contrato por dos años con el Real Club Celta de Vigo, perteneciente a la Primera División de España, siendo asignado a su filial, militante también en la Segunda B. Gracias a su gran rendimiento en este equipo B, tuvo la oportunidad de jugar el 5 de enero de 2021 con el primer equipo en un partido de Copa del Rey que perdió el conjunto gallego por 5 a 2 frente a la U. D. Ibiza, entrando en el minuto 81 por Lautaro de León.
Debutó finalmente en Primera División el 8 de enero de ese mismo año, cuando entró en sustitución de Miguel Baeza al descanso en una derrota en casa frente al Villareal C. F. por 0 a 4

### Portugal
El 28 de junio de 2022, tras no renovar su contrato con el Celta de Vigo, se marchó gratis al F. C. Paços de Ferreira. El año siguiente este equipo lo traspasó al Olympiacos F. C. que, a su vez, lo cedió al G. D. Estoril Praia. Siguió en este club tras expirar la cesión después de ser fichado y firmar hasta 2028.

## Clubes
| Club                             | País       | Año           |
| -------------------------------- | ---------- | ------------- |
| Reading F. C.                    | Inglaterra | 2019-2020     |
| C. D. Atlético Baleares (cedido) | España     | 2019-2020     |
| R. C. Celta de Vigo "B"          | España     | 2020-2022     |
| F. C. Paços de Ferreira          | Portugal   | 2022-2023     |
| Olympiacos F. C.                 | Grecia     | 2023-2024     |
| G. D. Estoril Praia (cedido)     | Portugal   | 2023-2024     |
| G. D. Estoril Praia              | Portugal   | 2024-presente |